# 牛頓溫標

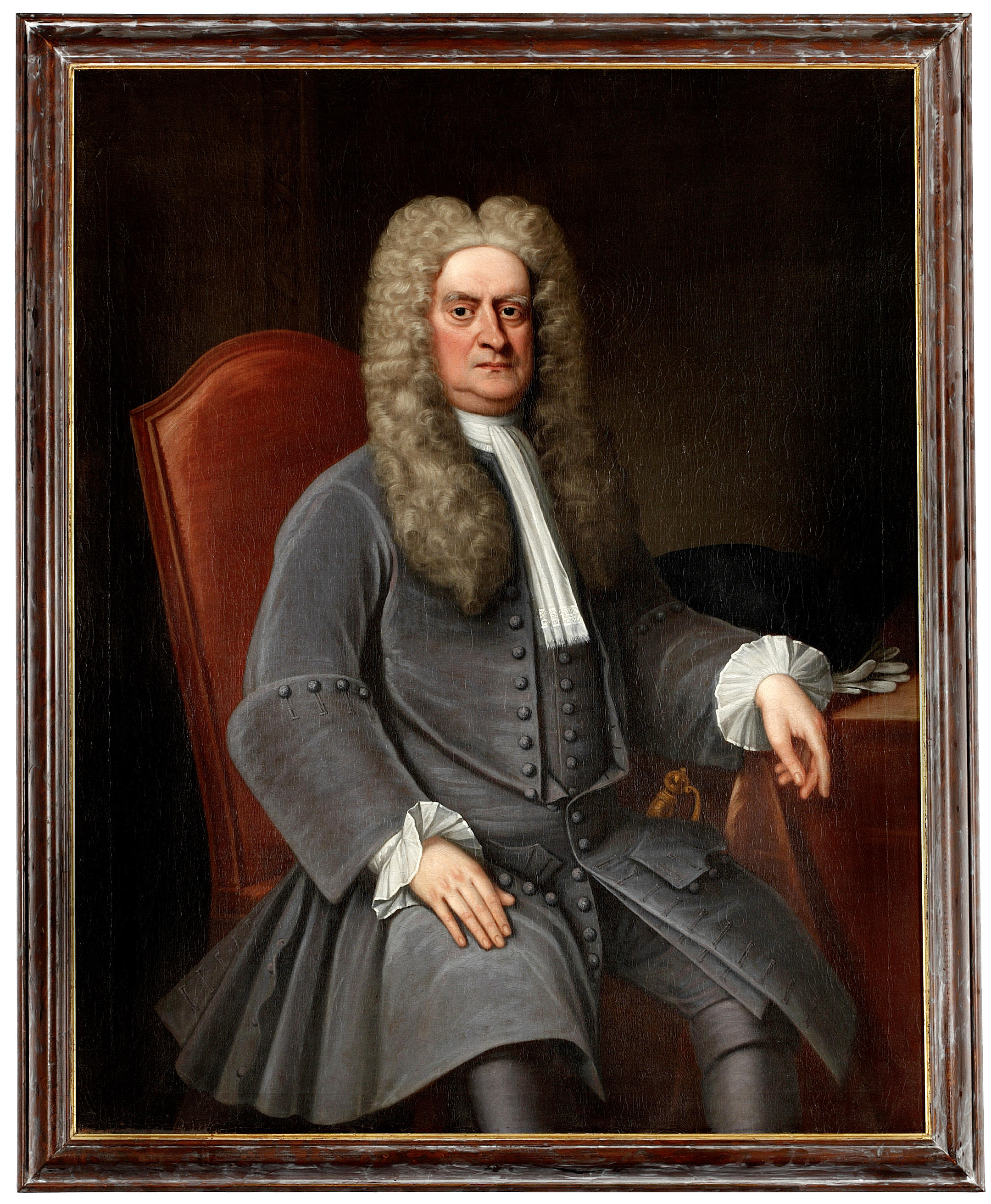
艾萨克·牛顿的油畫肖像

牛顿温标是艾萨克·牛顿于1700年左右发明的温标。最初，他使用了从“冬天的冷气”到“厨房中灼热的煤块”等共约20种参考点来定义温标。不过后来他对这一方法不满，改为将“0度”定义为雪融化的温度（水的冰点），“33度”定义为水沸腾的温度（水的沸点）。由于这一定义方法与摄氏温标有着相同的参考点，因而可以说牛顿温标是摄氏温标的雏型。事实上，安德斯·摄尔修斯在发明摄氏温标时，很可能已经知道了牛顿温标的存在。
现今，通常使用符号°N来表示牛顿温标。